# The Plot Against Common Sense
The Plot Against Common Sense je třetí studiové album velšské skupiny Future of the Left. Vydáno bylo 12. června 2012 společností Xtra Mile Recordings. Kapela jej nahrála ve studiích Faster Studios a Music Box v Cardiffu, přičemž mastering proběhl v londýnském Abbey Road Studios. Kritika album přijala pozitivně a bylo rovněž oceněnou cenou Welsh Music Prize.

## Seznam skladeb
1. Sheena Is a T-Shirt Salesman – 2:08
2. Failed Olympic Bid – 3:14
3. Beneath the Waves an Ocean – 3:47
4. Cosmo's Ladder – 2:34
5. City of Exploded Children – 4:10
6. Goals in Slow Motion – 3:11
7. Camp Cappuccino – 2:48
8. Polymers Are Forever – 4:07
9. Robocop 4 – Fuck Off Robocop – 2:53
10. Sorry Dad, I Was Late for the Riots – 3:08
11. I Am the Least of Your Problems – 2:33
12. A Guide to Men – 3:54
13. Anchor – 3:12
14. Rubber Animals – 1:54
15. Notes on Achieving Orbit – 6:22

## Obsazení
- Andrew Falkous
- Jimmy Watkins
- Julia Ruzicka
- Jack Egglestone